# Metropolia Mercedes-Luján
Metropolia Mercedes-Luján – metropolia rzymskokatolicka w Argentynie utworzona 4 października 2019.

## Diecezje wchodzące w skład metropolii
- Archidiecezja Mercedes-Luján
  - Diecezja Merlo-Moreno
  - Diecezja Nueve de Julio
  - Diecezja Zárate-Campana

## Metropolici
- abp Jorge Eduardo Scheinig (od 2019)